# Schroders
Schroders plc es una empresa multinacional británica de gestión de activos, fundada en 1804. La compañía emplea a más de 4700 personas en 30 países de Europa, América, Asia, África y Oriente Medio. Con sede en la City de Londres, cotiza en la Bolsa de Londres y forma parte del FTSE 100 Index. Schroders tiene dos clases de acciones: acciones con derecho a voto (SDR.L) y acciones sin derecho a voto (SDRC.L).
Schroders lleva el nombre de la familia Schröder, una prominente familia hanseática de Hamburgo con ramas en otros países. La familia Schroder, a través de sociedades de inversión, de propiedad individual y de organizaciones benéficas, controla el 47,93 % de las acciones ordinarias de la compañía.